# Domaine EGF
Un domaine EGF, ou domaine EGF-like, EGF-like domain en anglais, est un domaine protéique, conservé à travers l'évolution, appelé ainsi en référence au facteur de croissance épidermique (Epidermal Growth Factor en anglais), protéine où ce type de structure a été décrit pour la première fois. Il est formé de 30 à 40 résidus d'acides aminés et a été observé dans un grand nombre de protéines, essentiellement animales,. La plupart des occurrences de domaines EGF ont été observées dans les domaines extracellulaires des protéines membranaires ou dans les protéines sécrétées (en). La cyclooxygénase 2 fait exception.
Les domaines EGF contiennent six résidus de cystéine qui, dans le facteur de croissance épidermique, forment trois ponts disulfure. La structure de domaines EGF à quatre ponts disulfure a été résolue dans des laminines et des intégrines. 
Les domaines EGF sont généralement présents dans les protéines en exemplaires multiples adjacents : ces répétitions tendent à se replier ensemble pour constituer un solénoïde linéaire formant une unité fonctionnelle.

## Structure des domaines EGF-like

### Structure générale
Les domaines EGF-like présentent une structure conservée qui s'étend de la deuxième cystéine jusqu'à l'extrémité C-terminale de la chaîne polypeptidique. Cette région du domaine se caractérise par une alternance de brins β antiparallèles, reliés par des boucles de topologies variées, formant deux feuillets β distincts. Le premier feuillet β, situé du côté N-terminal, est appelé feuillet β majeur, tandis que le second, du côté C-terminal, est nommé feuillet β mineur. 
Les deux brins du feuillet β majeur sont connectés par une boucle pouvant adopter une structure en tour β II ou une boucle Ω en cas d'insertion de résidus. Ce feuillet est stabilisé par un réseau régulier de liaisons hydrogènes inter-brins, suivi d'une boucle formant un tour β II à partir de la glycine conservée (suivie d'un acide aminé aromatique en N-terminal). En revanche, le feuillet β mineur adjacent présente une irrégularité dans son motif de liaisons hydrogènes inter-brins, due à l'insertion d'un résidu sur le brin β C-terminal, formant ainsi une liaison hydrogène supplémentaire avec un résidu du brin β adjacent. Cette liaison hydrogène supplémentaire induit un renflement β, provoquant une torsion du brin β C-terminal incluant la dernière cystéine. Par ailleurs, des liaisons hydrogènes entre un résidu polaire en N-terminal de la sixième cystéine et un résidu proche de la deuxième cystéine contribuent à stabiliser le feuillet β mineur.

### Variations de la structure
En analysant les structures des domaines EGF-like, particulièrement au niveau du feuillet β mineur, les chercheurs ont observé une diversité de formes, d'orientations et de types de renflement β dans ce feuillet. Ils ont attribué cette variation à la nature du résidu en position C-terminale du premier acide aminé impliqué dans les liaisons hydrogènes dans le brin N-terminal. Lorsqu'on compare les structures des domaines EGF-like en alignant le réseau de liaisons hydrogènes du feuillet β mineur, on remarque l'existence de deux motifs structuraux distincts correspondant à deux types de domaines EGF-like retrouvés dans la nature.

## Classification des domaines EGF-like

### Les domaines hEGF-like
Les domaines EGF-like de ce type sont homologues à l'EGF humain. Ils comprennent de 8 à 9 acides aminés dans leur région C-terminale, entre la cinquième et la sixième cystéine. La glycine, présente à trois résidus en C-terminal de la dernière cystéine (C6-X-X-G), est hautement conservée et est habituellement suivie par un acide aminé chargé (R, H, K, D, ou E). Concernant la partie N-terminale du domaine, la séquence entre la deuxième et la troisième cystéine contient au minimum quatre résidus : le deuxième résidu en N-terminal est soit une glycine, soit une alanine, tandis que le troisième résidu en N-terminal peut être une glycine, un acide aspartique ou une glutamine. Dans certains cas, un résidu hydroxylé tel que la sérine ou la thréonine est présent en position N-terminal de la troisième cystéine, dans la séquence C2-X-X-(G/D/Q)-(G/A)-(X/S/T)-C3.

### Les domaines cEGF-like
Les domaines cEGF-like contiennent 10 à 13 acides aminés entre la cinquième et la sixième cystéine. Contrairement aux domaines hEGF-like, le troisième résidu en N-terminal de la sixième cystéine est un résidu volumineux (L, M, V, E ou I), typiquement une leucine (L).
À l'intérieur des domaines de type cEGF, des variations de séquence sont observées entre la deuxième et la troisième cystéine, permettant d'identifier deux sous-types de domaines cEGF-like. Le premier sous-type, appelé cEGF-like de type 1, comporte au moins 4 résidus entre la deuxième et la troisième cystéine, avec le deuxième résidu en N-terminal de la troisième cystéine étant généralement une glycine (G), similaire aux domaines hEGF-like. Dans le sous-type 2, la séquence comprend généralement 3 résidus, et la glycine (G) est substituée par un résidu volumineux (L, M, V, E ou I).